# Phong Quang
Phong Quang là một xã thuộc huyện Vị Xuyên, tỉnh Hà Giang, Việt Nam.

## Địa lý
Xã Phong Quang có vị trí địa lý:
- Phía đông giáp thành phố Hà Giang và xã Thuận Hòa
- Phía tây giáp xã Phương Tiến và xã Thanh Thủy
- Phía nam giáp thành phố Hà Giang
- Phía bắc giáp xã Minh Tâm và xã Thuận Hòa.

Xã Phong Quang có diện tích 37,99 km², dân số năm 2019 là 2.647 người, mật độ dân số đạt 70 người/km².

## Hành chính
Xã Phong Quang được chia thành 6 thôn.

## Lịch sử
Ngày 23 tháng 6 năm 2006, Chính phủ ban hành Nghị định 64/2006/NĐ-CP về việc điều chỉnh 103,4 ha diện tích tự nhiên và 77 nhân khẩu của phường Quang Trung thuộc thị xã Hà Giang (nay là thành phố Hà Giang) về xã Phong Quang thuộc huyện Vị Xuyên quản lý. Sau khi điều chỉnh địa giới hành chính, xã Phong Quang có 3.478,4 ha diện tích tự nhiên và 1.855 nhân khẩu.